# Imigração russa no Brasil
A imigração russa no Brasil foi o movimento migratório ocorrido principalmente nos séculos XIX e XX de russos para várias regiões do Brasil.
Entre 1880 e 1959, 110.243 cidadãos russos imigraram para o Brasil. Contudo, a maioria desses imigrantes não era de etnia russa, mas sim de etnia polonesa, ucraniana, báltica, alemã, lituana, bielorussa, judaica, entre outras. O Império russo era multiétnico e se estendia por um extenso território. Cerca de 180 povos diferentes habitavam a Rússia e essas pessoas emigravam usando passaporte russo, embora não fossem de etnia russa. O número de russos legítimos propriamente dito que emigraram para o Brasil foi pequeno.

## Contextualização
Segundo registros históricos, entre 1880 e 1959, 110.243 cidadãos russos imigraram para o Brasil, com picos na década de 1890, quando entraram 41.416, e na década de 1910, quando entraram 39.288. Todavia, a maioria desses imigrantes não era de etnia russa, mas de outras etnias, predominantemente polonesa. Naquela época, o Estado polonês não existia, e boa parte do seu território fazia parte da Rússia. Quando chegavam ao Brasil, esses imigrantes eram contabilizados como "russos". Porém, na década de 1920, a Polônia ressurgiu como Estado nacional. Verifica-se que, a partir desse momento, a imigração "russa" praticamente desaparece das estatísticas brasileiras, o que indica que esses imigrantes passaram a ser corretamente contabilizados como "poloneses", e não mais como "russos".
O número de russos propriamente dito que emigraram para o Brasil foi pequeno. Um exemplo é o estado do Rio Grande do Sul. Nas estatísticas, esse estado aparece como se tivesse recebido significativa imigração "russa", porém a presença cultural russa é muito pequena no estado. Na verdade, esses imigrantes eram predominantemente poloneses, ucranianos e rutenos, além de colonos de língua alemã da Pomerânia e da Silésia.

## História
De 1828 a 1890 cerca de 1 milhão e 130 mil pessoas deixaram o Império Russo. Entre 1890 a 1915, o aumento foi consideravelmente significativo, onde 3 milhões e 300 mil pessoas deixaram a região. Já após a Revolução de 1917, o fluxo continuou, com 2,5 milhões de pessoas que saíram da Rússia.
O Memorial do Imigrante de São Paulo estimou que de 1870 a 1953 vieram para o Brasil aproximadamente 118600 pessoas provenientes do Império Russo e da União das Repúblicas Socialistas Soviéticas (URSS). O primeiro grande movimento migratório iniciou oficialmente na década de 1870, quando vieram grupos de russos-alemães (alemães do Volga que habitavam a Rússia). Desde o ano de 1763 estes imigrantes habitavam as regiões de Saratov e Samara, próximo ao mar Cáspio, na Rússia.
Outra considerável onda migratória ocorreu na década de 1910, onde muitas famílias deixaram a Rússia por diversos motivos, entre eles, econômicos, políticos e religiosos. Essas pessoas, embora consideradas russas, tinham diversas origens étnicas. Além de russos, entre eles tinham também povos germânicos e eslavos (ucranianos, polacos, tchecos, eslovacos, eslovenos, bielorrussos, búlgaros). Alguns imigrantes russos chegaram até mesmo sem cidadania e vieram com a ajuda da International Refugee Organization (IRO). Algumas famílias russas eram refugiadas na Itália, Alemanha e Áustria.
De acordo com a pesquisadora Anastassia Bytsenko, antes da revolução, em 1908, Janis Guttmann publicou na Rússia o livro Jizn kolonisstov v chtate São Paulo v Brasilii (A vida dos colonos no Estado de São Paulo do Brasil), e, em 1909, Ivan Rébrin publicou O peresselenii v Brasiliu (Sobre a imigração para o Brasil). A publicação de Guttmann servia como propaganda do Brasil para colonos russos que tinham interesse em migrar para a América Latina. As terras brasileiras eram apresentadas como verdadeiros paraísos e tidas como "Eldorado". Já a publicação de Rébrin era uma contrapropaganda que criticava o Brasil e apresentava seus diversos problemas.

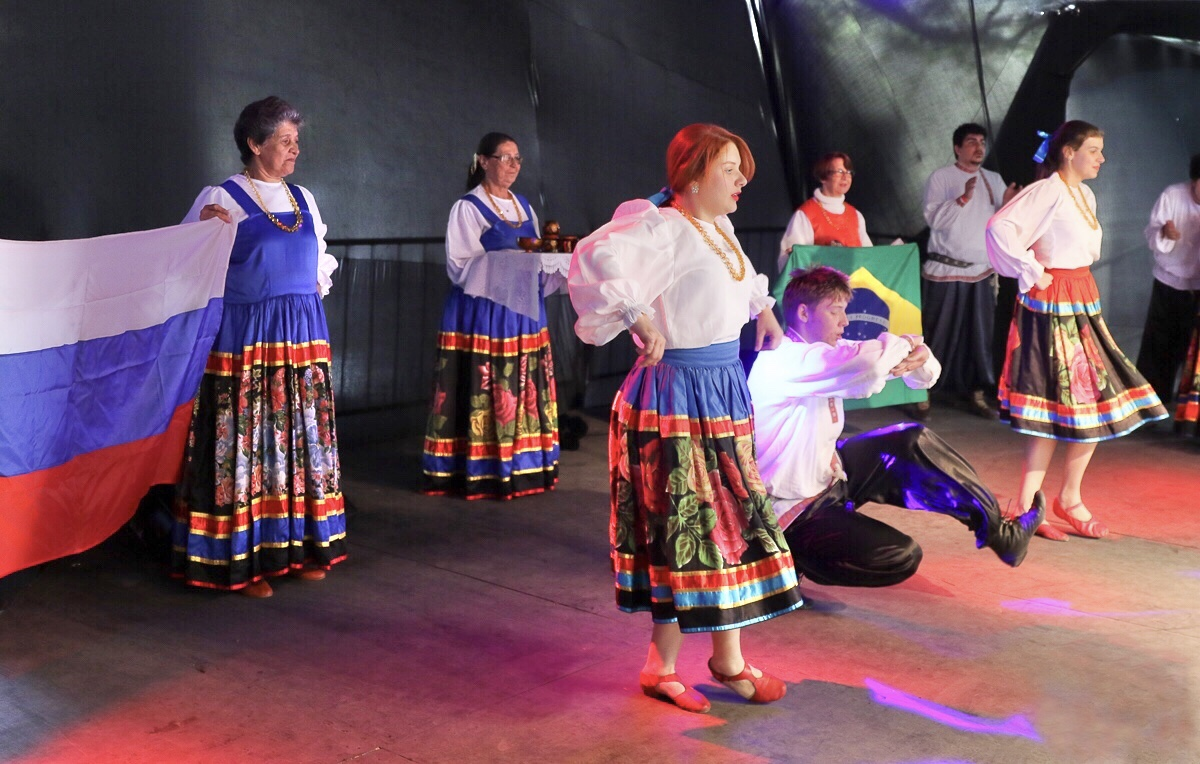
Apresentação da comunidade russa na Festa do Imigrante em São Paulo.

Durante o ano de 1921, 1526 russos entraram no Brasil. Em 1922 cerca de 200 imigrantes russos, sendo a maioria ex-integrantes do Exército Branco, desembarcaram no porto de Santos. Muitas famílias se instalaram no estado de São Paulo e outras se instalaram no sul do Brasil. De 1917 a 1941 vieram 12210 russos para o Brasil e foram distribuídos em diversas colônias e cidades. Entre os anos de 1944 e 1953, aproximadamente 2224 imigrantes russos chegaram ao Brasil vindos da China.
Conforme informações da Embaixada da Federação Russa no Brasil e dos consulados, 35 mil russos residiam no Brasil em 2018. Segundo Igor Chnee, autor do livro Imigrantes Russos no Brasil, haveria 1,8 milhão de descendentes de imigrantes e refugiados russos viviam no Brasil, na década de 2010, porém ele não explica como chegou a esse número. Os estados brasileiros que mais concentram os descendentes são: Rio Grande do Sul, São Paulo, Goiás e Paraná, além de presença também no Rio de Janeiro, Santa Catarina e Pernambuco. Em São Paulo a comunidade fundou a Associação Russo Brasileira (ARB) que busca resgatar e preservar a cultura desses descendentes.

### Imigração russa no Paraná
O Paraná é um estado que recebeu um significativo número de imigrantes russos. Cidades como Curitiba, Ponta Grossa e Londrina, registraram a presença de famílias russas que imigraram para o Brasil. A região dos Campos Gerais do Paraná foi contemplada por três principais grandes núcleos de colônias de russos-alemães do Volga. Em Ponta Grossa “Otávia”, em Palmeira “Sinimbú” e na Lapa as colônias de “Marienthal”, “Johannesdorf” e “Virmond”.
Entre 1877 e 1878 chegaram em Ponta Grossa 2381 russos-alemães que se estabeleceram na Colônia Octávio, subdividida em 17 núcleos na área rural, afastados do centro urbano. Na mesma época a Colônia Sinimbú de Palmeira recebeu 240 famílias de alemães do Volga, sendo 471 católicos e 291 protestantes. As famílias foram divididas em núcleos católicos e protestantes como: Pugas, Lago, Santa Quitéria, Alegrete, Papagaios Novos e Quero-Quero.

Velhos crentes russos na colônia de Santa Cruz, em Ponta Grossa, 1967.

Em Curitiba famílias de imigrantes vindas da Rússia chegaram no ano de 1912 e se juntaram as outras comunidades eslavas e germânicas. Em 1958 a região de Ponta Grossa recebeu cerca de 100 pessoas fugindo da Revolução Russa e fundaram a Colônia Santa Cruz. A comunidade ainda preserva os costumes, o calendário, o idioma e a religião ortodoxa. É comum na comunidade o uso de trajes típicos no dia a dia, onde as mulheres usam vestidos longos. As casadas usam lenço na cabeça e as solteiras cabelos trançados. Já os homens deixam a barba crescer e adotam camisas brancas, calças compridas e um cinto de corda amarrado na cintura. Com o passar dos anos, alguns acabaram migrando para os Estados Unidos e para o Canadá, se estabelecendo em outras colônias do mesmo grupo étnico.
As colônias estabelecidas no Paraná, em sua grande maioria, não prosperaram devido a muitos problemas. Pode ser destacado fatores como a baixa fertilidade do solo, o que consequentemente gerava o insucesso nas lavouras de trigo, principal plantação cultivada pelos imigrantes. Vale lembrar também a não adaptação aos costumes brasileiros, e o fato de que muitos imigrantes rumaram para as cidades em busca de novas oportunidades de trabalho, contribuindo para o enfraquecimento dos núcleos coloniais.

### Imigração russa em São Paulo

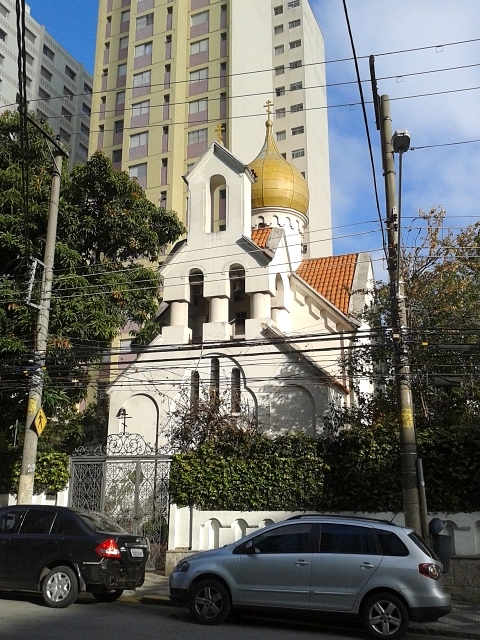
Igreja Ortodoxa de São Nicolau, em São Paulo.

Os primeiros russos que chegaram no estado de São Paulo desembarcaram no porto de Santos em 1905 e se dirigiram para o interior. As famílias fundaram uma colônia na Fazenda Pombal, no município de Nova Odessa. A iniciativa foi incentivada pelo governo, bem como pela secretaria de Agricultura, com o comando de Carlos Botelho, que a partir de 1904 implantou uma política de criação de núcleos coloniais no interior do estado. A partir de 1905 a colônia de Nova Odessa passou a receber novos grupos de imigrantes russos, além de ucranianos e letões, contabilizando cerca de 300 pessoas. Posteriormente muitos que chegaram na colônia agrícola e que não tinham aptidão para a agricultura acabaram migrando para as cidades.
Entre 1947 e 1949, cerca de 760 russos e 808 apátridas entraram no estado de São Paulo. Entre 1947 e 1958 aproximadamente 1840 russos entraram em São Paulo. Desses, 949 imigrantes russos se dirigiram para a cidade de São Paulo. Outras cidades ao redor de São Paulo também receberam imigrantes russos: São Caetano do Sul 72 imigrantes, Osasco 60 imigrantes, Santo André 34 imigrantes, Guarulhos 15 imigrantes, Carapicuíba 12 imigrantes, Jundiaí 10 imigrantes, Campinas 9 imigrantes, Mogi das Cruzes 8 imigrantes e Amparo 6 russos. A maioria dos russos desse período não desenvolvia atividades agrícolas e foram absorvidos pela mão de obra dos polos industriais do estado. Na capital paulista, as famílias russas se concentravam em diversos bairros da cidade, como: Barra Funda, Indianópolis, Ipiranga, Vila Alpina, Vila Anastácio, Vila Bela, Vila Maria e Vila Zelina. Na Vila Zelina, na região da Zona Leste, formou-se uma grande comunidade de descendentes de imigrantes de países do leste europeu, entre eles, muitas famílias de russos. Na capital, desde 1931 já exista a Paróquia Ortodoxa Russa de Santíssima
Trindade, na Vila Alpina. Diversas igrejas ortodoxas russas foram construídas na região, como em Carapicuíba construída em 1949, e em Moema e Indianópolis, construídas em 1952. A igreja da Vila Zelina foi construída pela comunidade russa somente em 1962.

### Imigração russa no Rio Grande do Sul

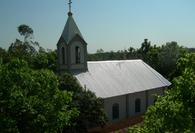
Igreja russa em Campina das Missões, no Rio Grande do Sul.

Registros contabilizaram que, entre 1909 e 1912, entraram no Rio Grande do Sul 19.525 imigrantes russos. Contudo, boa parte desses imigrantes não era de etnia russa, mas sim poloneses e ucranianos que foram contabilizados nas estatísticas como "russos", porquanto, na época, boa parte das atuais Polônia e Ucrânia faziam parte do Império Russo. Em 1909, famílias russas vindas da região da Sibéria chegaram no Rio Grande do Sul e se estabeleceram no interior do estado. Esses russos eram agricultores e procuravam uma região onde pudessem cultivar alimentos, sendo assim, fundaram uma colônia na região noroeste, a 400 km de Porto Alegre. Posteriormente a região também recebeu imigrantes alemães e as colônias deram origem ao município de Campina das Missões, onde aproximadamente 1500 pessoas são descendentes de colonos russos de acordo com informações do ano de 2018. Uma das primeiras igrejas ortodoxas russas no Brasil foi erguida na colônia de Campina das Missões em 1912, que, junto com a religiosidade, mantém também o idioma, sendo ensinado as crianças.

### Imigração russa em Mato Grosso
Na década de 1970, um grupo de aproximadamente 350 famílias de velhos crentes russos deixaram a Colônia Santa Cruz, em Ponta Grossa, e fundaram a Colônia Russa, no município de Poxoréu. Anos mais tarde, a área da colônia foi desmembrada junto com o distrito dando origem ao município de Primavera do Leste, em Mato Grosso. Os colonos ocuparam a região ao serem motivados pelo incentivo de colonização e a viabilidade de adquirir terras com preços acessíveis. A área da colônia é estimada em 60 mil hectares. Inicialmente desenvolviam a agricultura familiar e posteriormente foram aderindo ao agronegócio, cultivando soja, além de feijão, milho, algodão e girassol. Algumas famílias também se dedicam a pecuária. Na década de 2010 a comunidade era formada por aproximadamente 120 famílias. Muitas famílias também remigraram para outras regiões do Brasil e outros países.

## Cultura

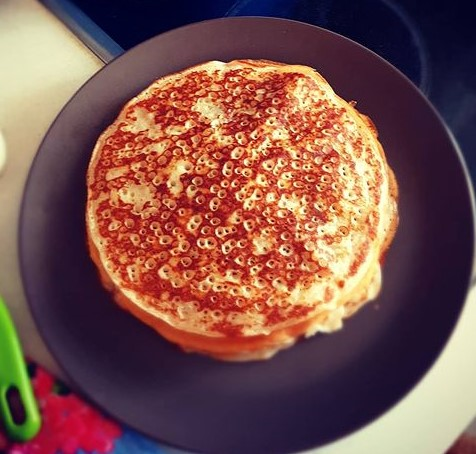
Blini, massa tradicional de origem russa.

De modo geral, os descendentes de russos se organizaram em grupos etno-religiosos, onde buscaram manter a cultura. Tradições e costumes, como a língua, a religião, o artesanato e a culinária, ainda podem ser observados em núcleos familiares, além de terem contribuído para influenciar a cultura brasileira. Algumas comunidades ainda preservam, por exemplo, grupos folclóricos de dança. No aspecto religioso, essas famílias eram católicas, protestantes e, principalmente, da fé ortodoxa, uma característica marcante dessa herança cultural devido aos ritos e liturgias.
Na culinária, muitas famílias russas tiveram que adaptar alguns hábitos alimentares, com a indisponibilidade de produtos e recursos como no preparo da sliotka, prato típico feito a base de peixe salgado. Algumas comunidades fazem o kotlete, um tipo de bolinho de carne, e o blini, uma massa recheada. Diversos pratos brasileiros receberam influência da culinária russa. Os mais conhecidos são o estrogonofe e a salada olivier, também denominada de salada russa, salada de batatas ou salada de maionese. Entre as bebidas, é comum observar chá quente servido no samovar e bebidas destiladas como a tradicional vodca.